# Pabellón de México en la Exposición de 1929
El Pabellón de México de la Exposición Iberoamericana de 1929 se encuentra en el Paseo de las Delicias, en Sevilla, y en la actualidad es una sede de la Universidad de Sevilla, junto al Pabellón de Brasil.

## Historia
La construcción se llevó a cabo en una parcela de 5442 metros cuadrados cedida en 1926 y los trabajos fueron encargados a la Secretaría de Industria, Comercio y Trabajo de México, dirigida por Luis N. Morones. El arquitecto fue Manuel María Amábilis Domínguez, natural de Mérida, en Yucatán, con un proyecto llamado ITZA, en colaboración con dos artistas yucatecos, Leopoldo Tommasi López (esculturas) y Víctor Manuel Reyes (dibujos), que conoció en París. Está inspirado en la cultura maya-tolteca de Yucatán. Los trabajos empezaron a principios de 1927 y culminaron en agosto de 1928, aunque en la actualidad ha sufrido algunas reformas en su interior. En su fachada aparecen relieves con alegorías y esculturas y el interior estaba decorado de manera muy profusa y atestado de objetos de artesanía para su exposición. El edificio tiene, además, un patio trasero con una fuente, también con motivos mayas-toltecas.

## Galería de imágenes

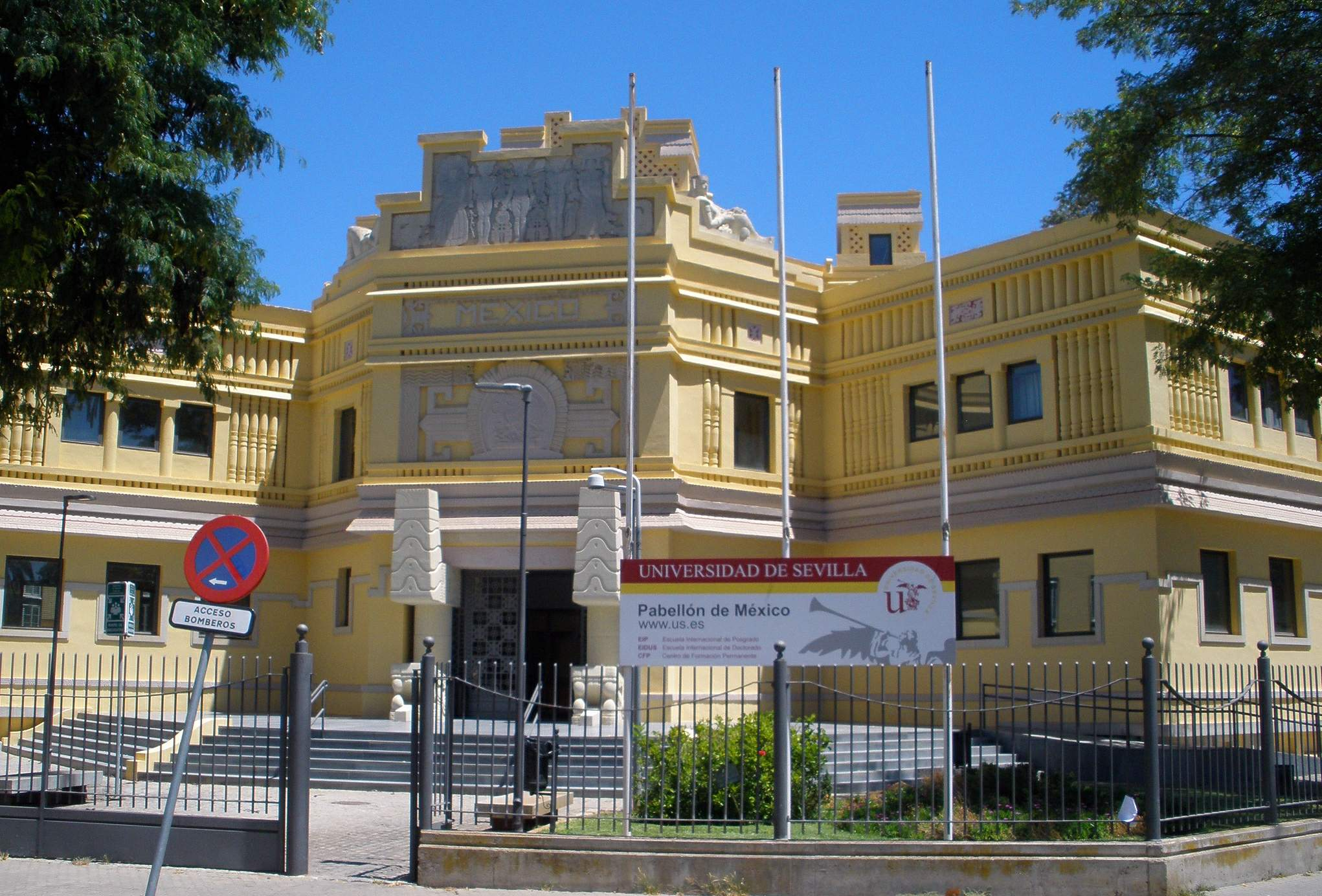
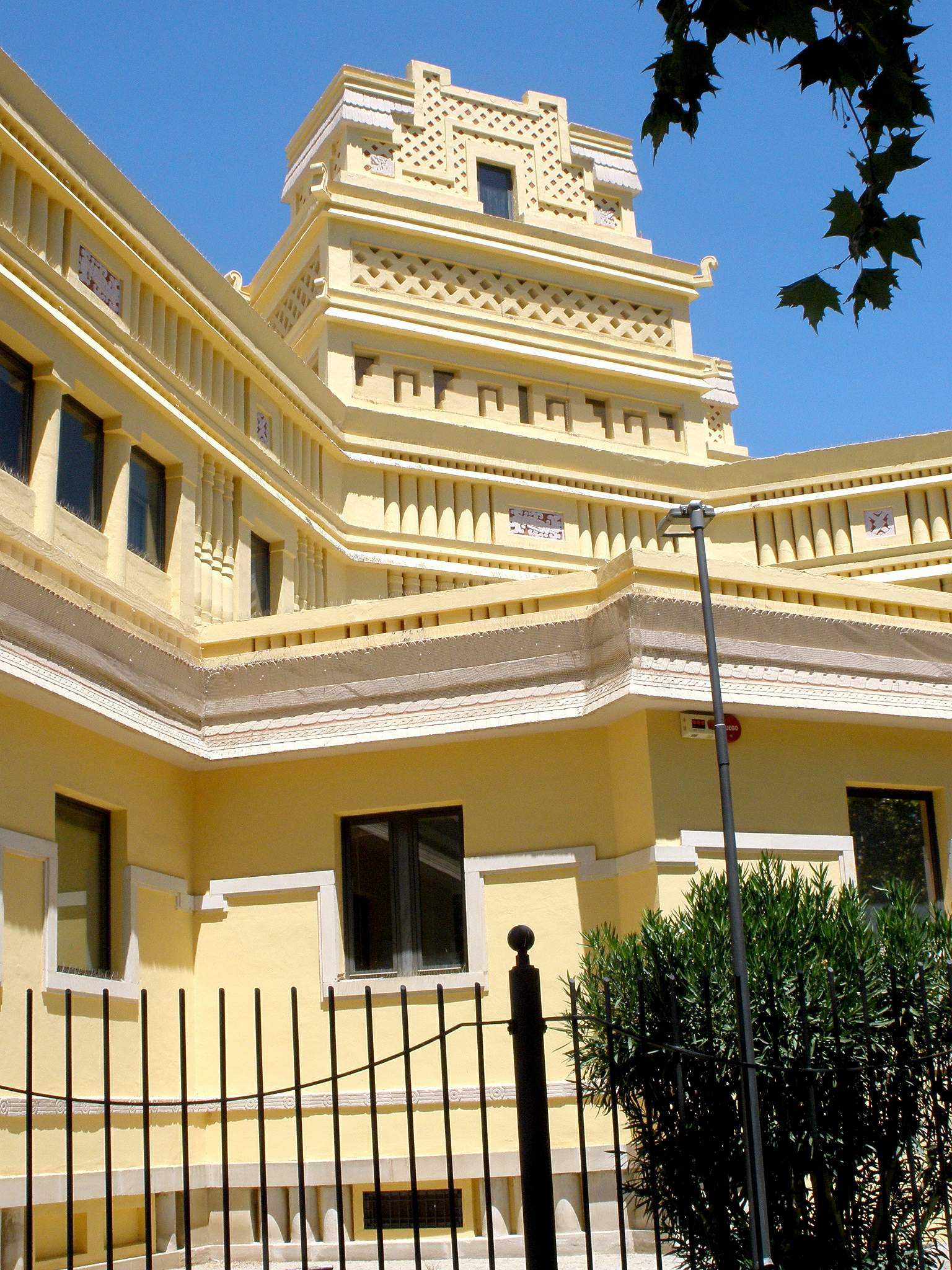
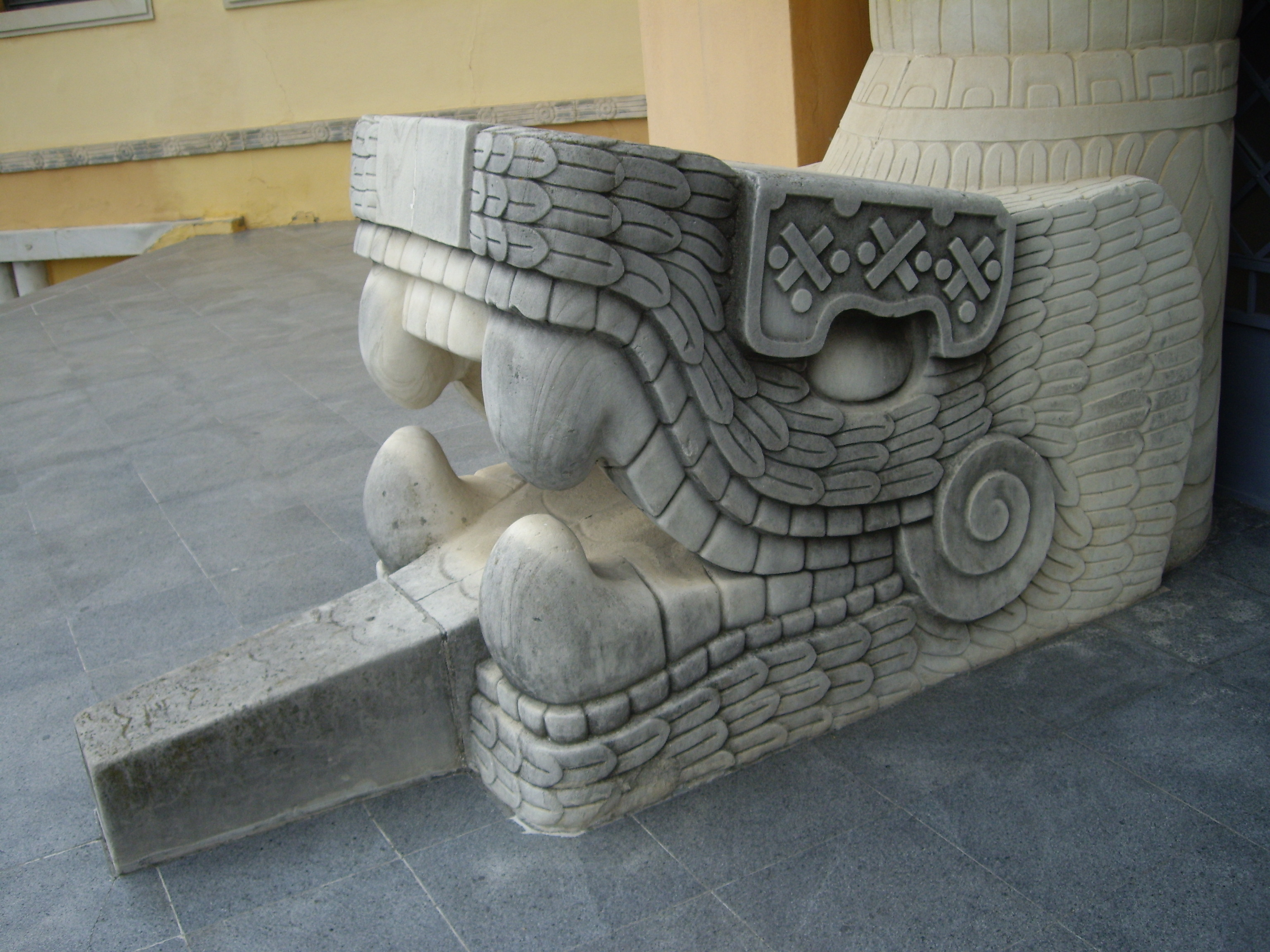
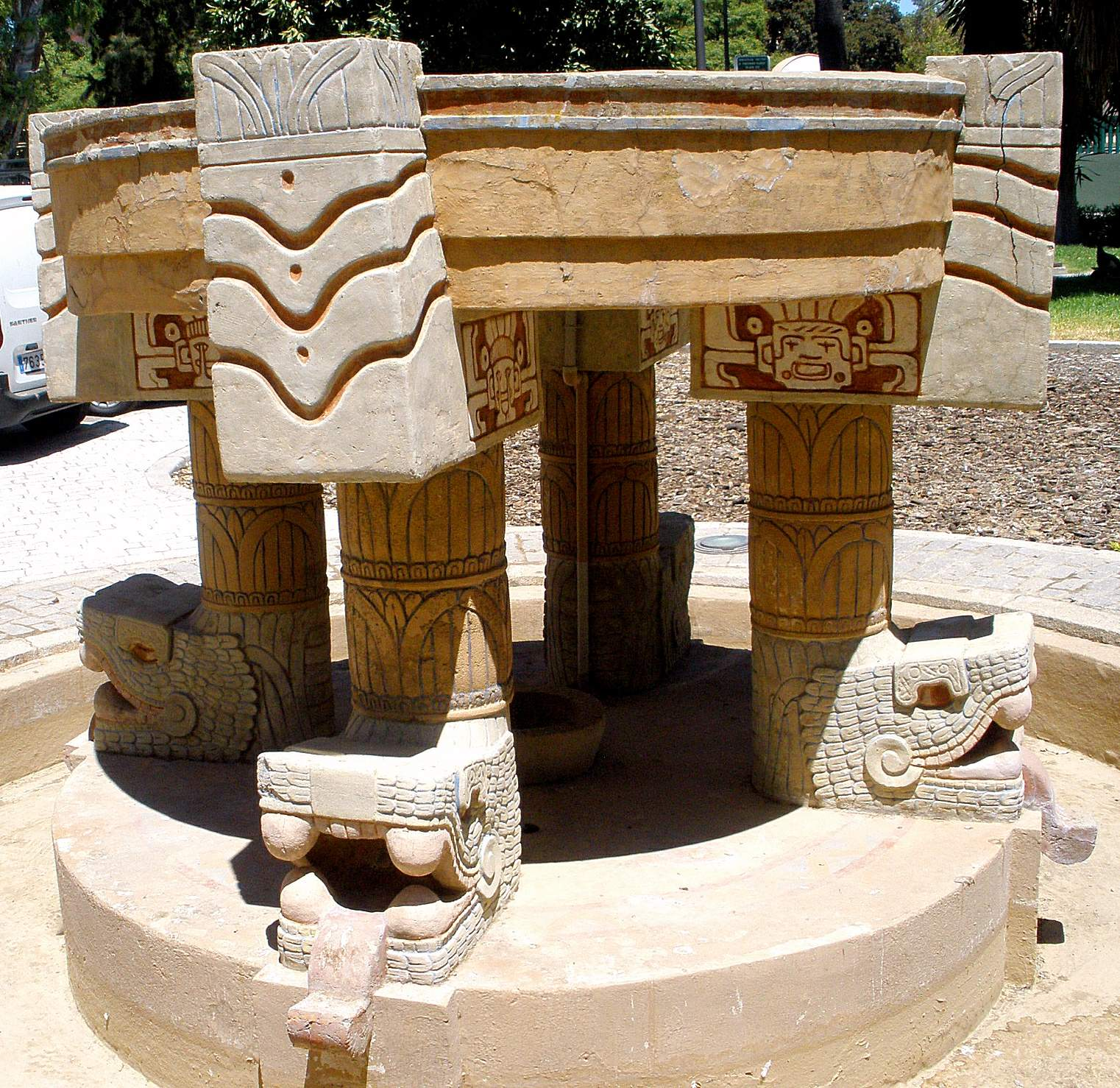
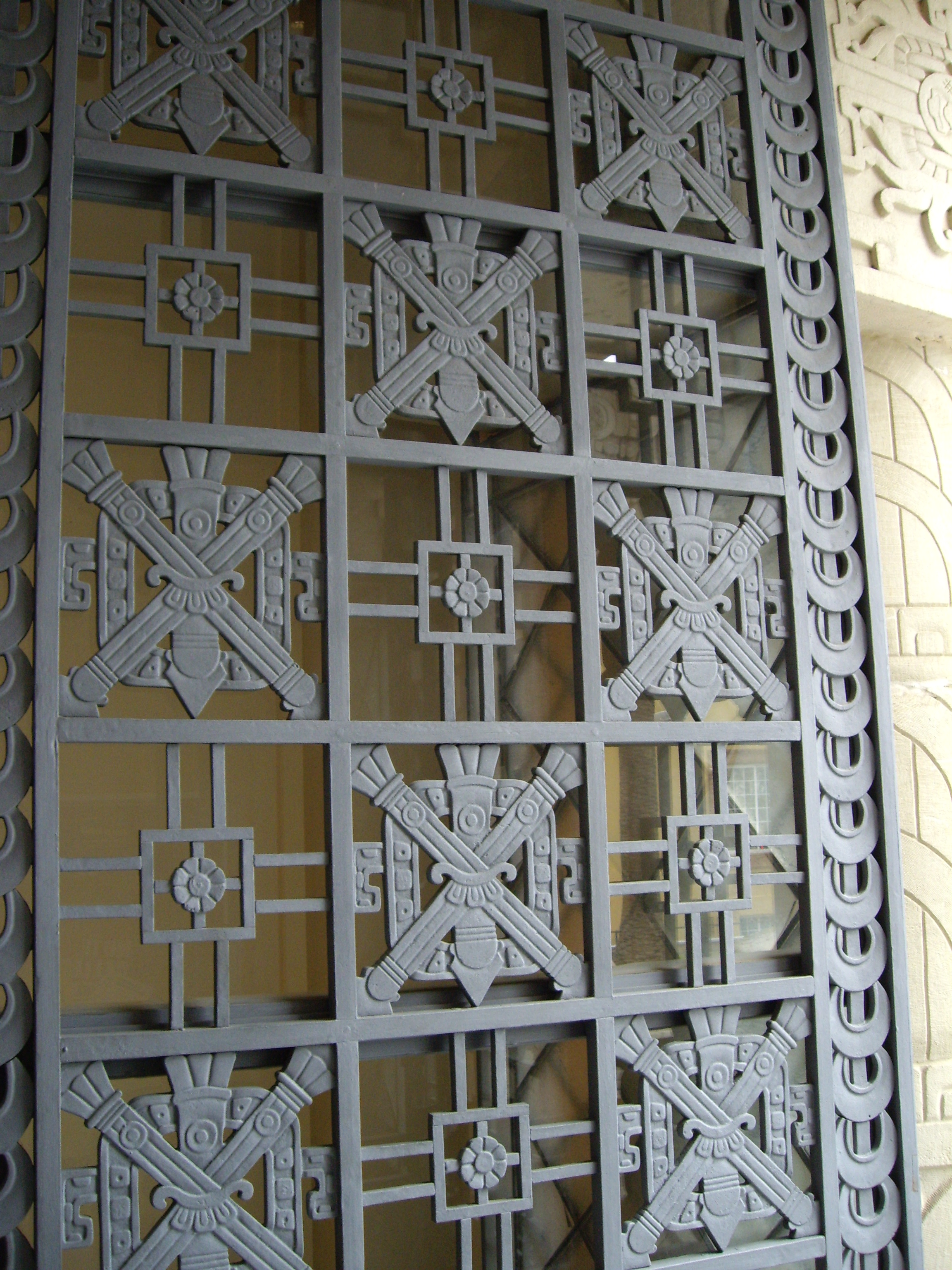
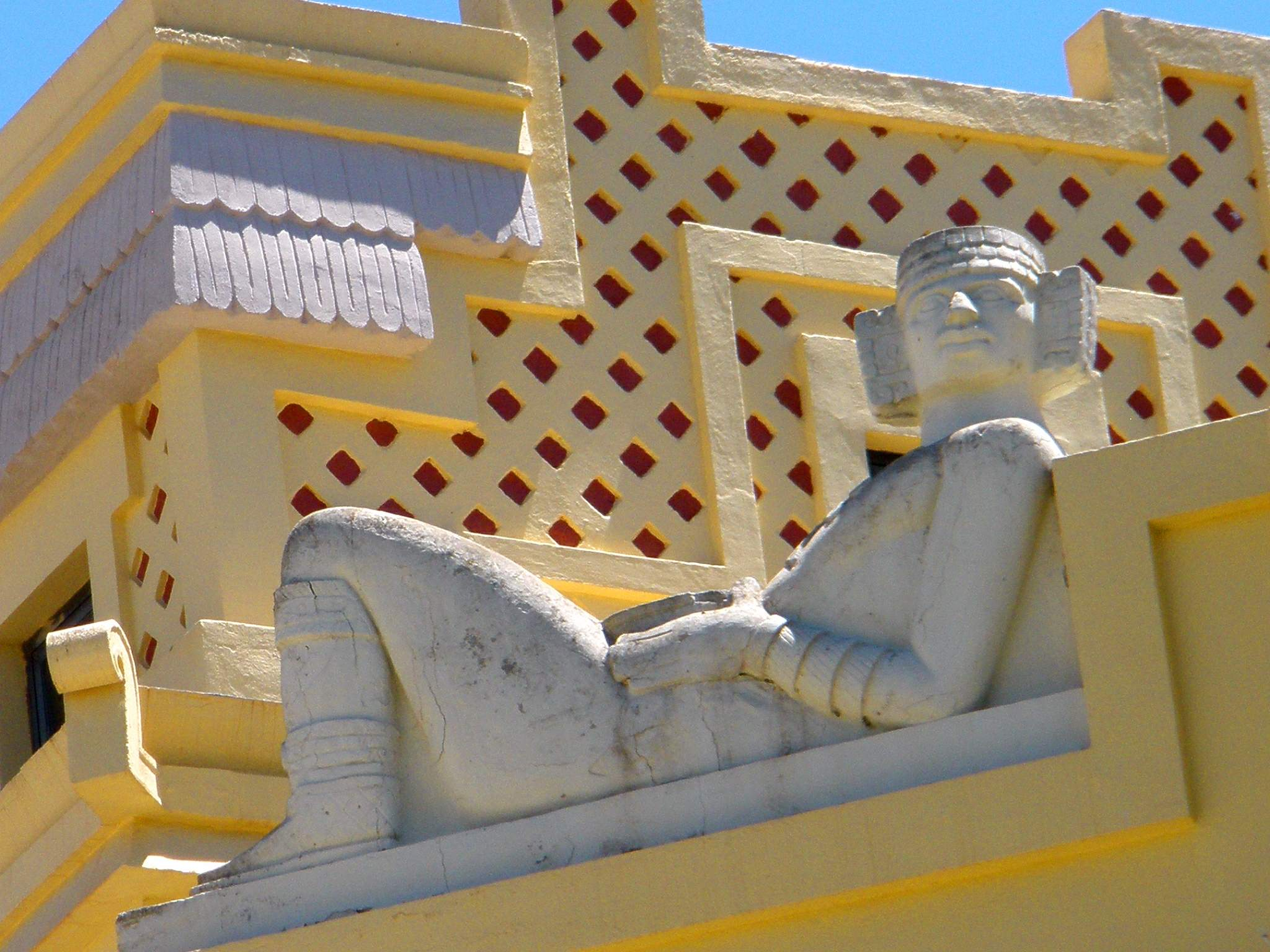
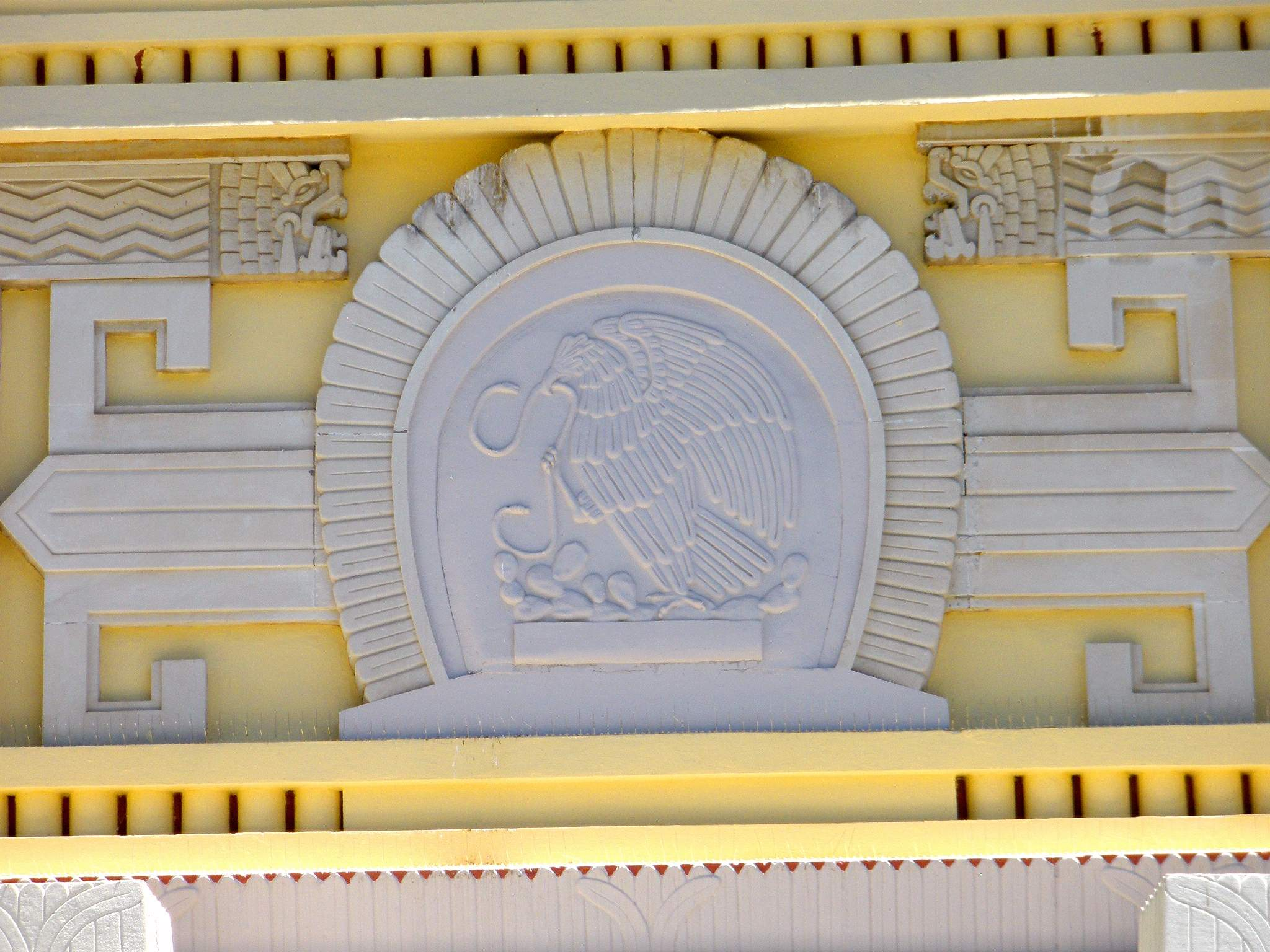
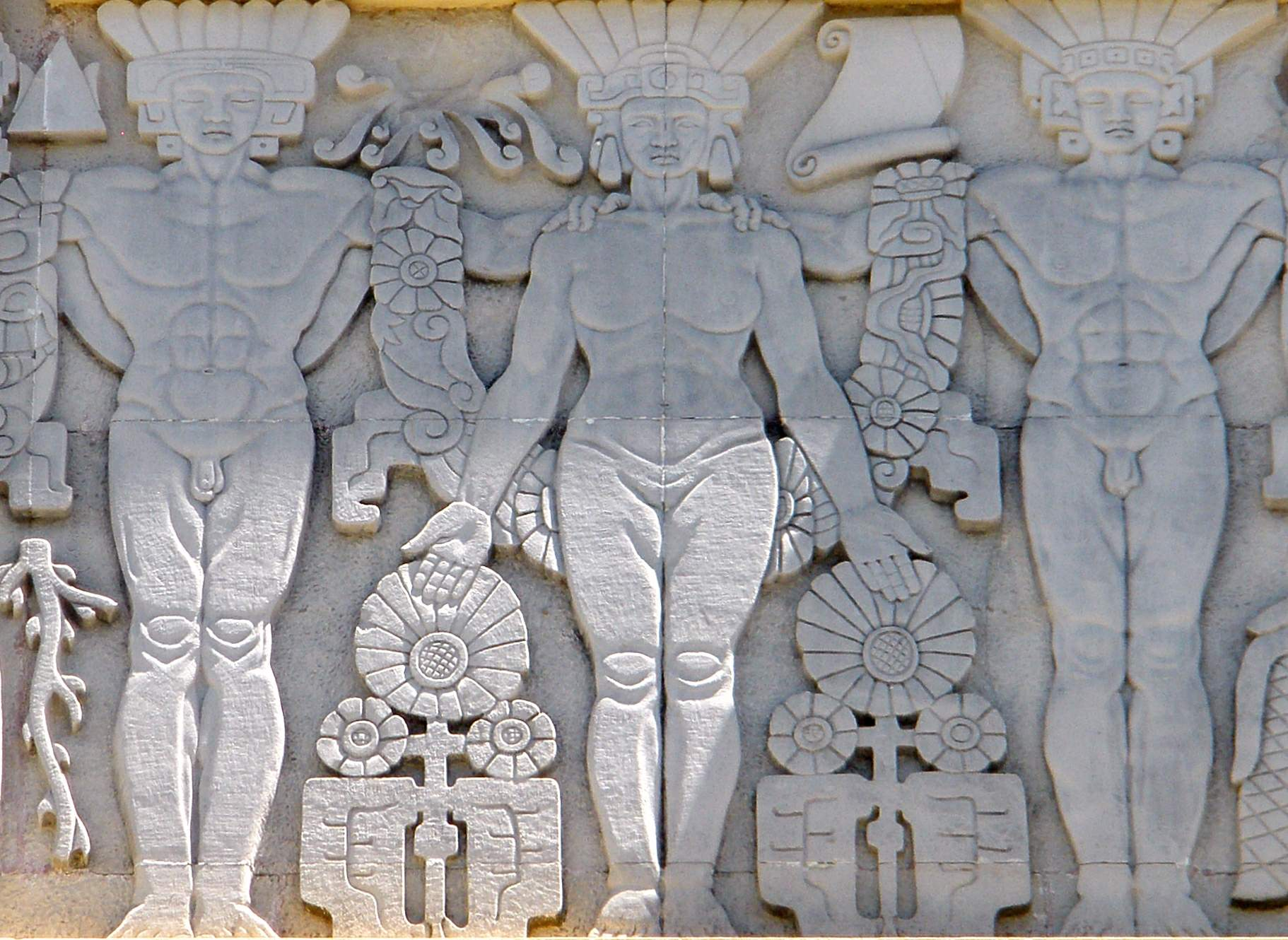